# Haruna Ishikawa
Haruna Ishikawa (jap. 石川 晴菜, Ishikawa Haruna; * 20. Juli 1994 in Kanazawa) ist eine japanische Skirennläuferin. Sie ist auf die Disziplinen Riesenslalom und Slalom spezialisiert.

## Biografie
Als 15-Jährige nahm Ishikawa im Dezember 2009 erstmals an FIS-Rennen teil. Ihre ersten Einsätze im Far East Cup folgten im März 2010. Der erste Sieg in einem FIS-Rennen gelang ihr im Januar 2011, der erste Podestplatz im Far East Cup am 3. März desselben Jahres. Bald zeichnete sich eine Spezialisierung auf die technischen Disziplinen ab, sie bestritt aber auch regelmäßig Super-G-Rennen. In den folgenden Jahren erzielte sie zahlreiche gute Ergebnisse im Far East Cup, wobei sie den ersten Sieg in dieser Rennserie am 14. Januar 2013 im Riesenslalom von Yongpyong schaffte. 2014 nahm sie an der Juniorenweltmeisterschaft in Sotschi teil. Mit fünf Podestplätzen (aber ohne Sieg) entschied sie im Far East Cup 2015/16 die Slalomwertung für sich.
Ihr Debüt im Weltcup hatte Ishikawa am 22. Oktober 2016 beim Riesenslalom auf dem Rettenbachferner in Sölden, wo sie Platz 47 erreichte. Weitere Einsätze im Welt- und Europacup erbrachten keine zählbaren Ergebnisse. Im Far East Cup 2017/18 stand sie elfmal auf dem Podest, davon viermal als Siegerin. Dies reichte in der Gesamtwertung, der Riesenslalomwertung und der Slalomwertung jeweils für den zweiten Platz hinter Sakurako Mukōgawa.  Aufgrund dieser guten Ergebnisse qualifizierte sie sich für die Olympischen Winterspiele 2018 in Pyeongchang, wo sie im Riesenslalom den 32. Platz belegte. Am 27. Oktober 2018 fuhr sie im Riesenslalom von Sölden auf Platz 28 und gewann damit erstmals Weltcuppunkte.

## Erfolge

### Olympische Spiele
- Pyeongchang 2018: 32. Riesenslalom

### Weltcup
- 1 Platzierung unter den besten 30

### Weltcupwertungen
| Saison  | Gesamt | Gesamt | Riesenslalom | Riesenslalom |
| Saison  | Platz  | Punkte | Platz        | Punkte       |
| ------- | ------ | ------ | ------------ | ------------ |
| 2018/19 | 134.   | 3      | 59.          | 3            |

### Far East Cup
- Saison 2011/12: 2. Super-G-Wertung, 4. Kombinationswertung
- Saison 2012/13: 4. Gesamtwertung, 2. Kombinationswertung, 3. Super-G-Wertung
- Saison 2015/16: 3. Gesamtwertung, 1. Slalomwertung, 5. Riesenslalomwertung
- Saison 2017/18: 2. Gesamtwertung, 2. Slalomwertung, 2. Riesenslalomwertung, 3. Kombinationswertung
- 30 Podestplätze, davon 5 Siege

### Juniorenweltmeisterschaften
- Jasná 2014: 34. Riesenslalom, 43. Slalom

### Weitere Erfolge
- 13 Siege in FIS-Rennen